# Artuur Peters
Artuur Peters (Hechtel-Eksel, 26 oktober 1996) is een Belgisch kajakker.

## Levensloop
Peters behaalde een tiende plaats op de wereldkampioenschappen van 2015 te Milaan in de K1 1000 meter. In mei 2016 behaalde hij een tweede plaats op de World Cup 1 in Duisburg en een zesde plaats op de World Cup 2 in Račice. Op de Olympische Spelen 2016 werd hij 11e op de 1000 meter. 
Op het WK van 2017 te Račice werd hij 11e op de 1000 meter en 14e op de 5000 meter (beide K1). Op de Europese kampioenschappen van dat jaar werd hij zevende op de 1000 meter. In 2018 werd hij op het WK te Montemor-o-Velho 10e op de 500 meter, 12e op de 1000 meter en 7e op de 5000 meter. Op de Europese Spelen van 2019 te Minsk werd hij 7e op de 1000 meter en 13e op de 5000 meter. Op de wereldkampioenschappen van dat jaar te Szeged behaalde hij een 6e plaats op de 5000 meter en een 16e plaats op de 1000 meter. In de K2 werd hij samen met Bram Sikkens tweede in de B-finale van de 1000 meter, goed voor een elfde plaats in de eindstand. In 2020 werd Peters Belgisch kampioen in zowel K1, K2 en K4 op verschillende afstanden. in mei 2021 won hij de 1000 meter op het Europees kwalificatietoernooi teSzeged, waardoor hij zich plaatste voor de Olympische Spelen te Tokio later dat jaar. Aldaar werd hij tiende op de 1000 meter.
Op het EK van 2021 te Poznań - evenals op het EK van een jaar later te München - behaalde hij brons op de 1000 meter. Op het WK van 2021 te Kopenhagen werd hij 16e op de 500 en 5000 meter. Op het WK van een jaar later te Halifax behaalde hij een 6e plaats op de 1000 meter en 18e op de 5000 meter. Op het WK van 2023 te Duisburg plaatste hij zich met een zesde plaats op de 1000 meter voor zijn derde Olympische Spelen op rij.
In 2022 nam hij deel aan het Play4-programma De Container Cup. Hij behaalde daarin de seizoenseindzege en verbeterde het algemeen record van Ward Lemmelijn van een seizoen eerder. Zijn zus Hermien en broer William zijn ook sportief actief.

## Resultaten
K1
- 2015: 10e WK Milaan - 1000m
- 2016: 11e OS Rio de Janeiro - 1000m
- 2017: 11e WK Račice - 1000m
- 2017: 14e WK Račice - 5000m
- 2018: 10e WK Montemor-o-Velho - 500m
- 2018: 12e WK Montemor-o-Velho - 1000m
- 2018: 07e WK Montemor-o-Velho - 5000m
- 2019: 07e ES Minsk - 1000m
- 2019: 13e ES Minsk - 5000m
- 2019: 16e WK Szeged - 1000m
- 2019: 06e WK Szeged - 5000m
- 2020: 10e OS Tokio - 1000m
- 2021:  EK Poznán - 1000m
- 2021: 16e WK Kopenhagen - 500m
- 2021: 16e WK Kopenhagen - 5000m
- 2022: 06e WK Halifax - 1000m
- 2022: 018e WK Halifax - 5000m
- 2022:  EK München - 1000m

K2
- 2019: 11e WK Szeged - 1000m
- 2021: 16e WK Kopenhagen - 500m